# Synagoge (Pfaffenhoffen)

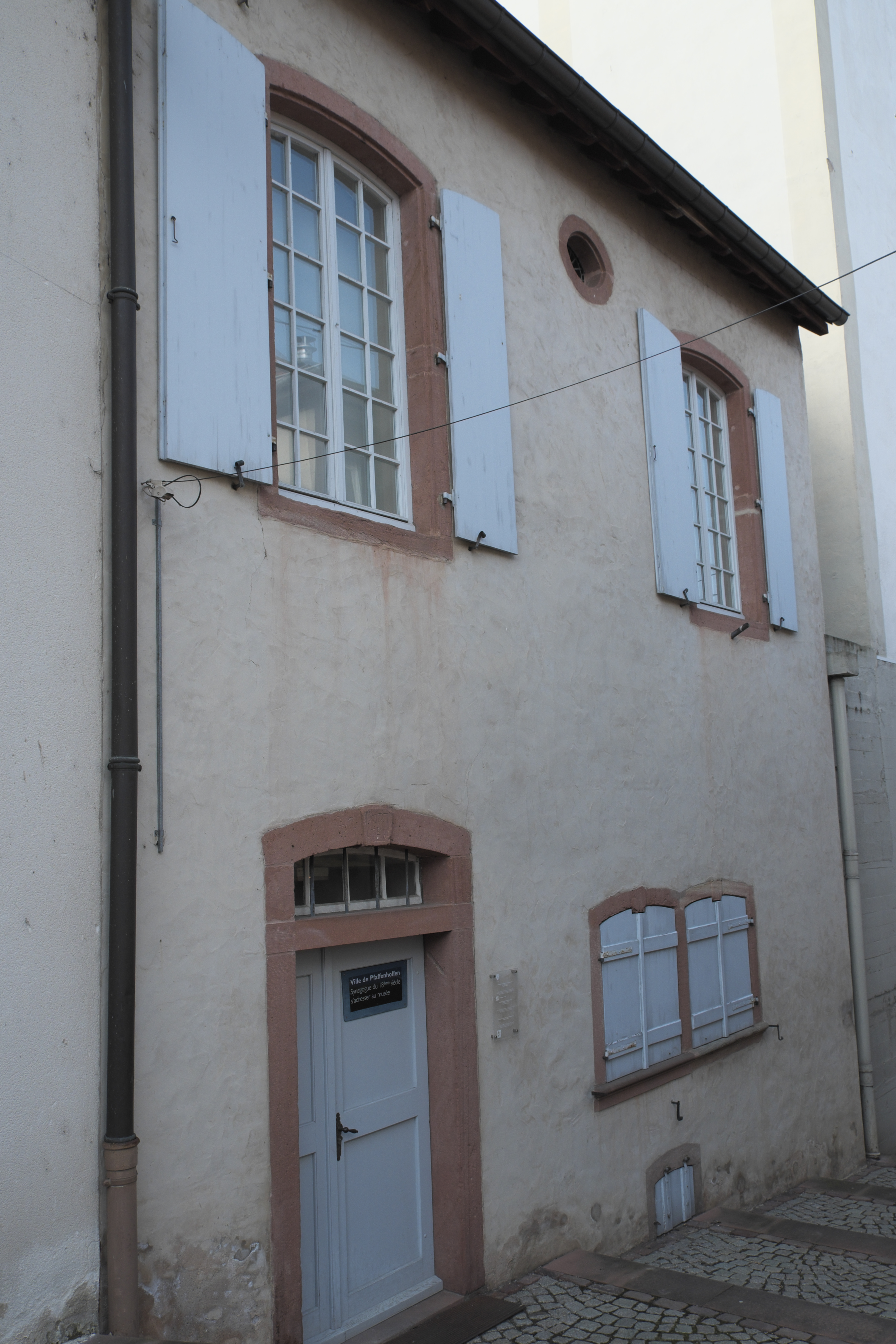
Außenansicht der Synagoge in Pfaffenhoffen

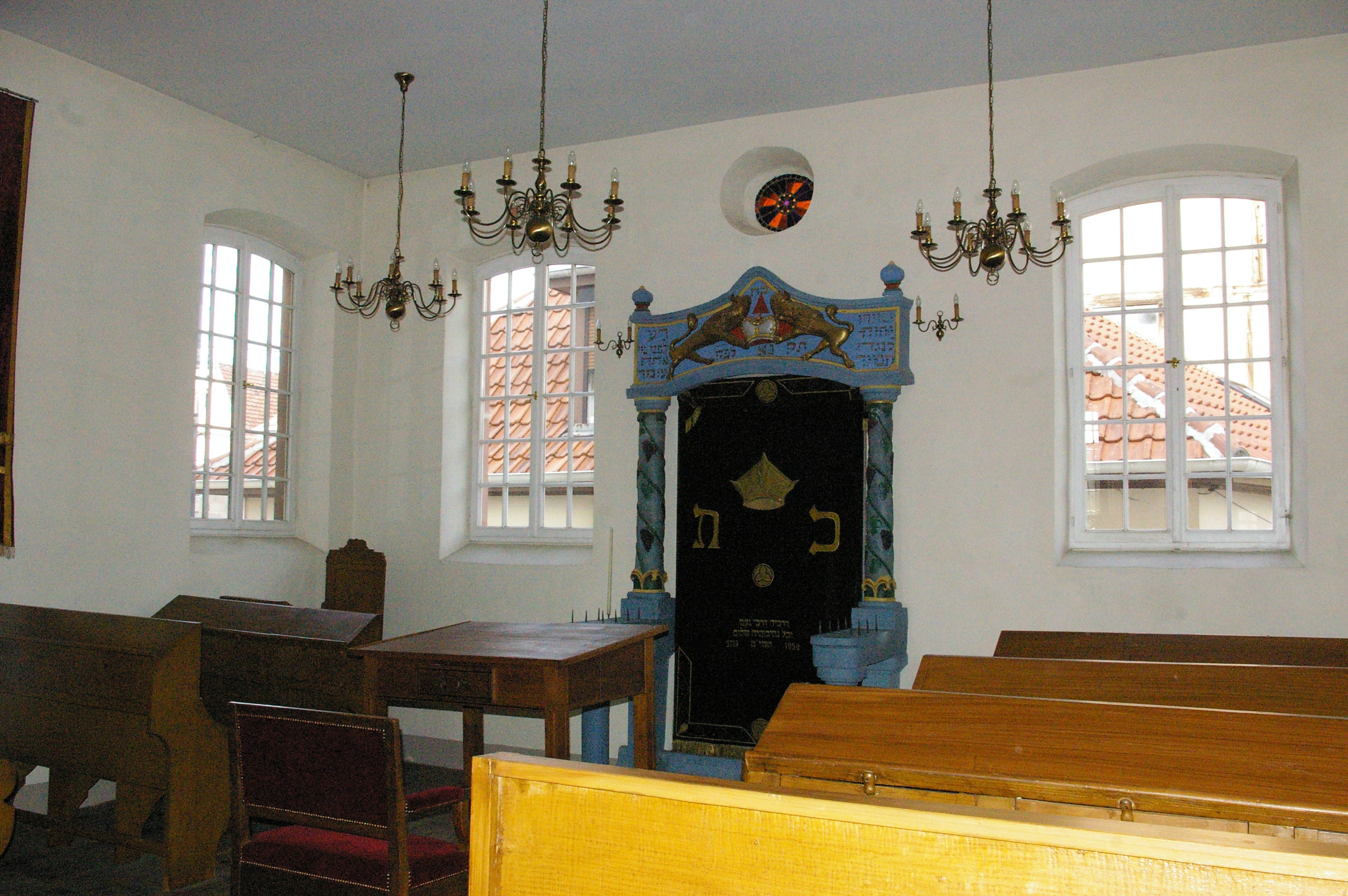
Innenansicht der Synagoge

Die Synagoge in Pfaffenhoffen, einer französischen Gemeinde im Département Bas-Rhin in der Region Grand Est, wurde 1791 erbaut.
Die seit 1992 unter Denkmalschutz (Monument historique) stehende Synagoge befindet sich in der Rue du Temple.

## Geschichte
Die Synagogen von Pfaffenhoffen und von Mutzig (erbaut 1787) sind die einzigen erhaltenen Synagogen im Elsass, die noch in der Zeit des Ancien Régime errichtet wurden. Von außen unterscheidet sich die Synagoge nicht von den Nachbarhäusern, lediglich die hebräische Inschrift auf dem Türsturz weist darauf hin.
Im Erdgeschoss kann man heute noch ein Zimmer besichtigen, das für durchreisende Juden vorgesehen war. Ebenso existiert noch eine alte Küche. Der Betsaal befindet sich im ersten Stock, wobei der Frauenbereich mit einem Sichtschutz abgetrennt ist. Der Toraschrein ist von  einem polychromen Rahmen eingefasst.
Die Synagoge wird mit dem örtlichen Museum (Musée de l’image populaire de Pfaffenhoffen) besichtigt.